# Parque Nacional Aulavik
O Parque Nacional Aulavik (/ˈaʊləvɪk/ OW-lə-vik); do Inuvialuktun para "lugar onde as pessoas viajam") é um parque nacional localizado na Ilha banks, nos Territórios do Noroeste do Canadá. É conhecido por seu acesso ao rio Thomsen, um dos rios mais navegáveis do norte da América do Norte. O parque é um parque de fly-in, e protege aproximadamente 12.274 quilômetros quadrados (4.739 m²) de Planícies do Ártico no extremo norte da ilha. A maneira mais prática de visitar o parque é fretar um avião.